# Бадени, Казимир Феликс
Казимир Феликс фон Бадени (нем. Graf Kasimir Felix von Badeni, пол. Kazimierz Feliks Hrabia Badeni, 14 октября 1846 — 9 июля 1909) — австро-венгерский государственный деятель польского происхождения. Министр-президент Цислейтании в 1895—1897 годах. Граф. Крупный галицийский помещик.

## Ранние годы
Представитель магнатского рода графов Бадени. Старший брат Станислава Бадени, маршала (спикера) Галицкого краевого сейма (де-факто премьер-министр Галиции) (1895—1901 и 1903—1912 годах).
Выпускник юридического факультета Краковского университета. В 1866 году поступил на государственную службу. Работал в Министерстве внутренних дел и в Министерстве земледелия. В 1871 году был назначен окружным начальником (Bezirkshauptmann) Жолквы, затем Жешува. С 1879 года — представитель штатгальтера и надворный советник в Кракове. В 1888 году назначен штатгальтером Галиции. В 1895 году вместо Эриха фон Кильмансегга возглавил правительство Цислейтании, одновременно занял пост министра внутренних дел.

## Реформа законодательства о выборах
В 1896 году правительство Бадени произвело изменение избирательного законодательства. К четырём избирательным куриям (крупные землевладельцы, города, торговые и ремесленные объединения) была добавлена пятая, в которую были включены все подданные старше 24 лет. Число мест в Палате депутатов Рейхсрата было увеличено с 252 до 425, по квоте новой курии стали избираться 72 депутата. Реформа привела к изменению расстановки политических сил в парламенте, наибольшую выгоду извлекли социал-демократы и христианские социалисты.
Произошло изменение принципов работы Рейхсрата: если в рамках системы так называемых «партий знати» депутаты до сих пор объединились в парламенте скорее в свободные фракции, то отныне необходимость мобилизации избирателей сделала парламентские группы более прочными, связанными с массовыми партиями. Сформировались три политических лагеря, которые определяли внутриполитический ландшафт Австрии вплоть до 1980-х годов: социал-демократы, христианские социалисты и немецкие националисты (которым удалось создать единую организацию, Великогерманскую народную партию, лишь в 1919 году). Созданная правительством Бадени парламентская система просуществовала до 1907 года, когда была заменена всеобщим избирательным правом для мужчин.
Первые выборы по новому закону сопровождались конфликтами. В Галиции в ходе столкновений 10 человек было убито, 19 тяжело ранено, 769 арестовано. Из-за противодействия властей не был избран баллотировавшийся в Рейхсрат от Збаража Иван Франко.

## Межнациональные конфликты
Поражение Австрии в Австро-итало-французской, а затем и в Австро-прусско-итальянской войнах привели к ослаблению центральной власти и необходимости поиска компромисса с наиболее сильным национальным меньшинством империи — венграми. В 1867 году было заключено Австро-венгерское соглашение, предоставившее Венгрии равные права с Австрией. Другие народы, входившие в состав государства, никаких особых прав не получили, что привело к обострению межнациональных противоречий, прежде всего — между немцами и славянами. Чешское национальное движение было разочаровано тем, что права чехов не были уравнены с немцами и венграми. Немцы, в свою очередь, ощущали угрозу со стороны усиливавшегося чешского национализма. Сложившаяся ситуация вылилась в конфликт вокруг законодательства об официальных языках земель со смешанным населением.

## Закон о языках
Вступив в должность главы правительства, Бадени выступил с декларацией, в которой обещал «внимательное отношение правительства ко всем законным и справедливым требованиям национальностей, при условии, чтобы сохранялось уважение к освященному долголетней традицией передовому положению немецкой культуры, издавна несущей свет другим народам». Эта программа встретила сочувствие у немцев и несочувствие — у славян (за исключением поляков).
5 апреля 1897 года правительство опубликовало проект нового законодательства об официальных языках (Sprachenverordnung), которое вменяло в обязанность государственным служащим в Богемии (в том числе в немецкоязычных районах) осуществлять свои функции с использованием как немецкого, так и чешского языка. Кроме того, начиная с 1 июня 1901 года претендент на государственную должность должен был владеть обоими языками и сдавать экзамены на их знание. В 77 (из 216) округах Богемии, в которых преобладало немецкое население, поднялась волна протестов. Немецкие служащие, которые как правило не владели чешским языком, опасались, что их заменят чехи (в большинстве случаев — двуязычные). Конфликт доходил до схваток в парламенте и введения в него сил полиции. В течение 1897 года в Рейхсрат было внесено несколько предложений о предании Бадени и его сторонников суду за злоупотребления властью при выборах и за указ о чешском языке. 25 сентября 1897 года Бадени дрался на дуэли с оскорбившим его депутатом Вольфом и был легко ранен. В Вене, Граце и Праге проходили демонстрации. 28 ноября того же года Бадени подал в отставку.
Попытка принятия закона привела к общенациональному кризису. В Праге было введено чрезвычайное положение. На протяжении 1897—1900 годов сменилось шесть глав правительства. Деятельность Рейхсрата оказалась заблокирована. Преемник Бадени Пауль Гауч фон Франкентурн попытался смягчить закон, однако в результате он был отменён 14 октября 1899 правительством Манфреда фон Клари унд Альдрингена. Попытки достижения компромисса с чехами продолжались и в дальнейшем, однако конфликт так и не был преодолен вплоть до распада Австро-Венгрии в 1918 году.

## Брак и дети
21 октября 1871 года женился на Марии фон Скржинской (1850–1937), единственной дочери Людвига фон Скржинского и его жены Северины Фредро. В браке родилось двое детей:
- граф Людвик Юзеф Владислав Бадени (1873–1916), дипломат, работавший в Австро-Венгерском посольстве в Стокгольме, был женат на Алисе Габсбург (1889–1985), дочери шведского дворянина Оскара Карла Густава Анкаркроны. В браке родился один сын Иоахим Бадени (1912-2010). После смерти Бадени Алиса вторично вышла замуж за эрцгерцога Карла Альбрехта Австрийского.
- графиня Ванда Бадени (1874–1950), вышла замуж в первый раз за графа Адама Красинского (1870-1909), а во второй раз за графа Сигизмунда Замойского (1875–1931)/ Оба брака бездетные. [1]